# .cm
Pour les articles homonymes, voir CM.
.cm est le domaine de premier niveau national (country code top level domain : ccTLD) réservé au Cameroun.
Le registre (Camtel) camerounais est accusé depuis 2006 de typosquatting : toutes saisies de marque en omettant le 'o' du .com renvoient vers une page parking.